# Джиммі Юрін
Джеймс Юрінджер, більш відомий як Джиммі Юрін, — американський музикант, співак і автор пісень. Він є вокалістом, програмістом і основним автором пісень гурту Mindless Self Indulgence, який він заснував у 1997 році.

## Раннє життя
Джеймс Юрінджер народився в Нью-Йорку 7 вересня 1969 року. У нього є брат на ім'я Маркус. Закінчив католицьку школу і відвідував художню школу, але кинув навчання.

## Кар'єра

### Mindless Self Indulgence

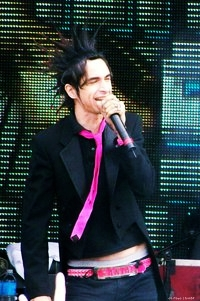
Виступ Юріна у травні 2012 року

Перш ніж створити Mindless Self Indulgence у 1997 році, Юрінджер взяв сценічний псевдонім «Jimmy Urine» і працював зі своїм братом, випустивши альбом під назвою Mindless Self-Indulgence. Брати стали засновниками Mindless Self Indulgence і незабаром знайшли гітариста Стіва Монтано і барабанщицю Дженніфер Данн. Брати випустили другий альбом, Crappy Little Demo, перш ніж Маркус покинув групу і його замінила басистка Ванесса Ю.Т.

### Інші роботи
Юрін реміксував пісні Сержа Танкяна, Grimes, Devo, Deep Forest, Korn, KMFDM та Serart. Відомо, що він повністю реструктурує пісні, які він реміксує, а також додає власні вокальні партії.
Юрін і гітарист з Mindless Self Indulgence Стів Монтано мали сайд-проект під назвою The Left Rights. Вони випустили однойменний альбом і другий альбом під назвою Bad Choices Made Easy.
Юрін працював композитором для відеогри Lollipop Chainsaw 2012 року, в якій він також озвучив персонажа Зеда. Він озвучив The Body в анімаційному фільмі M Dot Strange 2012 року під назвою Heart String Marionette. Він також з’явився в музичному фільмі жахів Даррена Лінна Боусмана «Алілуя» Диявольський карнавал 2015 року.
Юрін зіграв Спустошителя на ім'я Half-Nut у фільмі Marvel 2017 року «Вартові галактики 2». Він також написав пісню для фільму під назвою «Un Deye Gon Hayd (The Unloved Song)», яка звучить у фільмі, але не з’являється в альбомі саундтреків. Пісню завантажили на YouTube.
Юрін випустив однойменний сольний альбом під назвою Euringer у жовтні 2018 року. В альбомі виступають Серж Танкян, Grimes, Джерард Вей і Шанталь Кларе.
У 2020 році Юрін озвучив Kid K Beatz у двох епізодах кіберпанківського музичного вебсеріалу X-RL7. Того ж року Юрін і Танкян випустили спільний альбом Fuktronic.

## Юридичні питання
У 1999 році Юрінджер вийняв свій пеніс на сцені під час виступу з Mindless Self Indulgence в Мічигані, за що він провів ніч у в'язниці після того, як був арештований за непристойне оголення. У 2020 році він згадував: «З усіх людей, які були в тому турі, мене затримали за те, що я витягнув свій член і підпалив себе. Насправді я провів вихідні у в’язниці. Вони навіть не дали мені телефонного дзвінка. І я все ще носив весь свій рожевий одяг і сукню у в’язниці. Це було весело».
У серпні 2021 року проти Юрінджера було подано позов до Верховного суду Нью-Йорка за звинуваченням у сексуальному насильстві над неповнолітньою. Обвинувачка (особа якої залишилася анонімною, оскільки на той час вона була неповнолітньою) стверджувала, що вона мала сексуальні стосунки з Юрінджером із січня 1997 року по червень 1999 року, починаючи з того, як їй було 15, а йому 27. У позові стверджувалося, що Юрінджер «виховував і маніпулював [нею], щоб переконати, що його сексуальна насильницька поведінка не є злочином і що, вступаючи з ним у сексуальні дії, [вона] насправді допомагала захистити молодших дівчат від сексуального насильства». Юрінджер також нібито написав їй листа, вітаючи її з п'ятнадцятим днем народження. У позові додано: «Протягом цього часу Юрінджер діяв і поводився з нею так, ніби вона була його дівчиною, і вони перебували в стосунках за згодою». Стверджується, що він фотографував її оголеною під час стосунків і просив, щоб вона «поводилася як маленька дитина, смоктала великий палець, пускала слину і пісяла собі в штани» під час статевого акту. Він також нібито купив їй підроблене посвідчення особи, щоб вона могла ходити з ним на концерти та пити алкоголь. Після того, як вона переконалася, що вони у стосунках, він нібито намагався приховати їхні стосунки, сказавши їй не поводитися з ним ніжно на публіці. У позові стверджувалося, що вона зазнала емоційного стресу з моменту початку стосунків. У позові також згадуються Warner Music Group Corp, колишня материнська компанія WMG Warner Communications LLC, Elektra Entertainment Group і Джозеф Галус, менеджер і продюсер групи. У позові стверджується, що Електра та Галус знали про поведінку Юрінджера та сприяли йому, а також винні в недбалості та пособництві та підбурюванні до насильства сексуального характеру. У ньому також стверджується, що Електра допомагала Mindless Self Indulgence у розробці гастрольних футболок із фотографією дівчини, коли вона була ще неповнолітньою, і що Галус і виконавчий директор Elektra A&R бачили, як Юрінджер торкався та цілував дівчину під час запису гурту. Позов проти Elektra та WMG було повністю відхилено 31 березня 2023 року, а Галус був звільнений з позову за власним бажанням 26 квітня 2023 року. 26 березня 2024 року всі звинувачення проти Юрінджера були упереджено зняті.

## Особисте життя
18 січня 2008 року Юрін одружився зі співачкою та музикантом Шанталь Кларе. У 2018 році вони переїхали до Нової Зеландії та оселилися у Веллінгтоні. У 2019 році у них народилися однояйцеві дочки-близнюки.

## Дискографія

### З Mindless Self Indulgence
- Mindless Self-Indulgence (1995)
- Tight (1999)
- Frankenstein Girls Will Seem Strangely Sexy (2000)
- You'll Rebel to Anything (2005)
- If (2008)
- How I Learned to Stop Giving a Shit and Love Mindless Self Indulgence (2013)
- Pink (2015)
- MSI B-Sides Vol.1 (2024)

### З The Left Rights
- The Left Rights (2002)
- Bad Choices Made Easy (2010)

### Як Джиммі Юрін
- The Secret Cinematic Sounds of Jimmy Urine (2017)

### Як Юрінджер
- Euringer (2018)

### Джиммі Юрін і Серж Танкян
- Fuktronic (2020)